# Mineralogía física
En mineralogía las propiedades físicas son muy importantes para la determinación rápida de los minerales, dado que muchos de ellos se pueden reconocer mediante una simple observación en lo cual se requiere también si se lo ha visto por última vez o determinarse mediante pruebas sencillas. Pueden ser mecánicas, ópticas, electromágneticas y radiactivas.
Propiedades mecánicas:
- Fractura: Cuando un mineral es sometido a una percusión puede responder rompiéndose, se conoce como fractura el aspecto que ofrecen las superficies obtenidas por la rotura. Según sus características se definen los siguientes tipos, concoidea, característica del jaspe, irregular, astillosa, ganchuda y terrosa. Se conoce como Exfoliación cuando se producen superficies planas
- Exfoliación: Consiste en que al someter un mineral a un esfuerzo o percusión, se produce una separación en superficies planas. Para definir el comportamiento de los minerales respecto a esta propiedad se utilizan los adjetivos perfecta, buena, imperfecta y mala, además se hace referencia al número de direcciones y a los ángulos que forman entre sí, con los términos pincoidal, cúbica, romboédrica, octaédrica y prismática. No todos los minerales presentan exfoliación, y entre los que la poseen son pocos los que la tienen notoria.
- Dureza: Es la resistencia que opone su superficie a ser rayada por otro que posea forma punzante. La dureza de cada especie mineral es constante, se trata por tanto de una de las pruebas más fáciles e inmediatas de aplicar a un mineral desconocido.
- Tenacidad: Hace referencia a la resistencia que opone un cuerpo a ser roto o deformado. Es una propiedad directamente relacionada con la cohesión entre los elementos que conforman la red cristalina.
- Peso específico: Es el peso de la unidad de volumen de dicha sustancia. En los minerales depende de la naturaleza de los átomos que los constituyen y de la densidad del retículo cristalino que forman. Lo segundo explica que minerales con la misma fórmula química, véase polimorfismo, tengan diferentes pesos específicos; por ejemplo el peso específico de la calcita es superior al del aragonito y químicamente, ambos son carbonato cálcico.

Propiedades ópticas:
- Brillo.
- Color: Es la primera propiedad que podemos apreciar, cuando el color es constante o cambia muy levemente en todos los ejemplares de un mismo mineral, son llamados minerales idiocromáticos, y en ellos el color tiene gran importancia para el diagnóstico, ejemplos de esto son la azurita y el cinabro. Sin embargo la mayoría de los minerales son incoloros o cuando presentan coloración, es debido a los contaminantes atrapados por la red cristalina, en este caso el color del ejemplar depende de la naturaleza de dichas sustancias, por lo cual su color no tiene demasiada importancia en el diagnóstico, estos son denominados alocromáticos.
- Luminiscencia.
- Reflexión y refracción.